# 斯利那加县
斯利那加县（Srinagar district）位于克什米尔谷地中部，面积2,228平方公里，人口123.85万，为印度查谟和克什米尔人口最多的县份，行政中心驻斯利那加。